# Eucalyptus cneorifolia
Eucalyptus cneorifolia är en myrtenväxtart som beskrevs av Dc.. Eucalyptus cneorifolia ingår i släktet Eucalyptus och familjen myrtenväxter. Inga underarter finns listade i Catalogue of Life.